# Вузькоколійна залізниця Кедабекського мідіплавільного заводу «Брати Сіменс»
Кедабекська вузькоколійна залізниця — перша вузькоколійна залізниця в Азербайджані, побудована фірмою братів Сіменс, на території Кедабекського району Азербайджану, для з'єднання між собою медіплавельних заводів між Кедабеком і селищем Келакенд.
Побудована в 1884 році, загальна довжина близько 31 км, ширина колії 750 мм.
Спочатку на дорозі працювали два локомобілі, один потужністю 10 к.с. інший 12 к.с., пізніше вони були замінені на паровози.
У 1888 році дорогу продовжили до села Байрамли, де розташовувалися заводські склади. Парк рухомого складу складався з 4 паровозів, один потужністю в 40 к.с. три інших потужністю в 60 к.с. і 31 вагон-платформа.
Закрита в 1940 році.